# Jean-Baptiste Eblé

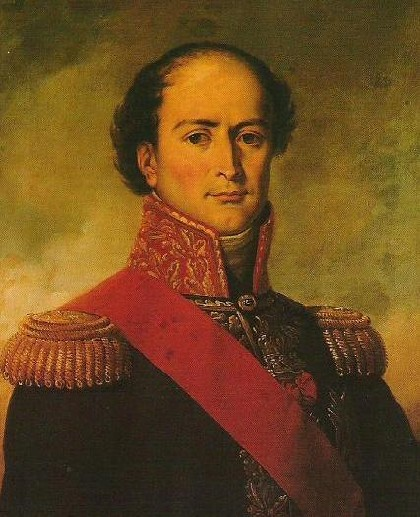
Generaal Jean Baptiste Eblé

Jean Baptiste Eblé (Saint-Jean-Rohrbach, 21 december 1758 - Koningsbergen, 31 december 1812) was een Frans generaal, ingenieur van de genie en artillerist in de napoleontische oorlogen, aan de zijde van Napoleon. Bij de Slag aan de Berezina in november 1812 behoedde hij Napoleons Grande Armée voor volledige vernietiging in Rusland.

## Biografie
Net zoals zijn vader begon hij zijn carrière in het leger, bij de artillerie (1793). Twee jaar later werd hij officier. Hij klom snel. Hij diende in Noord-Duitsland en leidde een artilleriebrigade in Austerlitz in 1805. Hij werd gouverneur van Maagdenburg in 1806, en Minister van Oorlog in Westfalen in 1808.
Het jaar daarna kreeg hij een opdracht in Spanje, in het leger van maarschalk Masséna waar hij de Franse artillerie leidde bij Ciudad Rodrigo en Almeida.
In 1811 werd hij commandant van de Pontonbruggenbouwers (pontonniers) voor de Grande Armée, het leger dat Napoleon opbouwde voor de invasie van Rusland. Eblé ontdekte dat hij een samenraapsel van matrozen had, maar in een jaar tijd had hij ze omgevormd tot een gedisciplineerde, geoefende en vakkundige eenheid. Tot de vakkundigheid behoorde onder meer het gebruik van mobiele smidsen en speciaal gereedschap.
Zijn grote prestatie leverde hij toen zijn ploeg het restant van het restant van La Armée over de Berezina hielp. Eblé stierf kort na de Russische campagne.

## Berezina
In november 1812 was Napoleon met zijn sterk geslonken Grande Armée op terugtocht van Moskou naar Polen. Om snelheid te winnen, en omdat steeds meer vervoer onbruikbaar werd, gebood Napoleon pontons achter te laten en te verbranden.

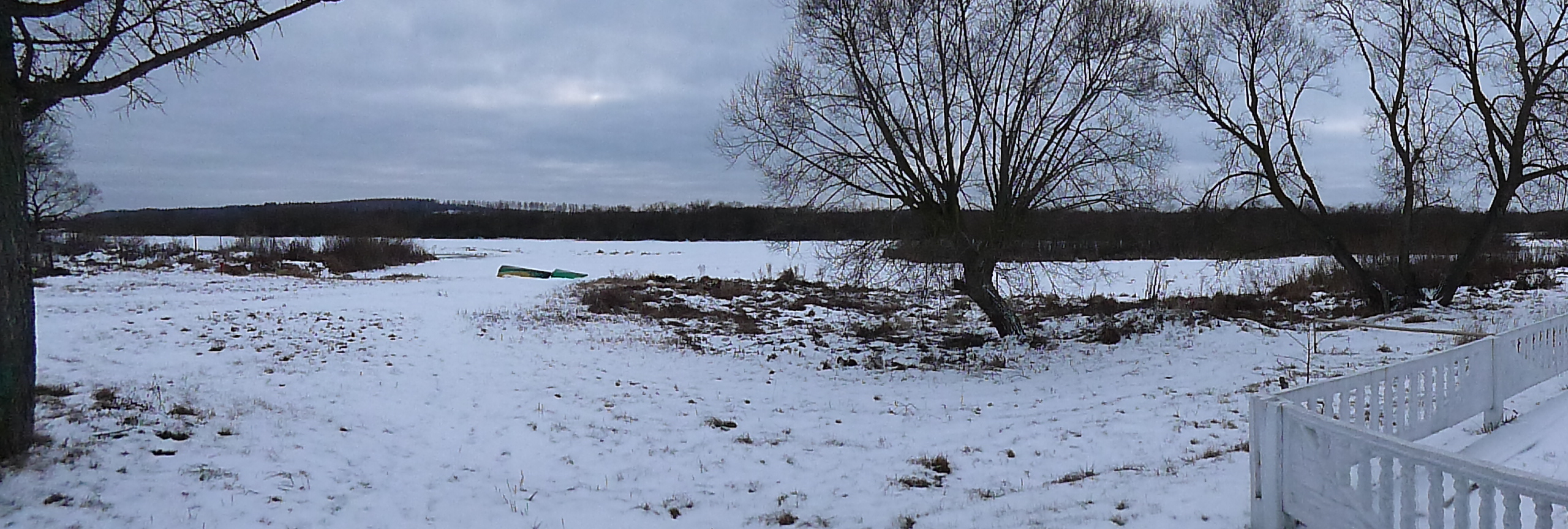
Blik op de Berezina, vanuit het dorp Stoedzjenka

Toen het Armée de Berezina naderde, bleek dat de vaste brug vernietigd was. Bij het dorp Stoedzjenka aan de Berezina was de rivier zelf een twintigtal meter breed en tot twee meter diep met plaatselijk een wad. De rechteroever van de Berezina is echter laag en drassig en wordt doorsneden door ondiepe zijarmen. De brug moest daarom aan die zijde een stuk langer worden. Eblés groep werkte, met behouden veldsmidsen en steenkool, gereedschap en materiaal drie dagen lang, en bouwde twee bruggen over de rivier. Daartoe ontmantelden sappeurs de houten huizen van Stoedzjenka en zaagden dikke stammen op de juiste lengte, onderwijl smeedden de pontonniers nagels en klampen en construeerden van de stammen jukken. Bij de bouw moesten de bouwers in het ijskoude water waden, en meer dan één werd door de kou bevangen en meegesleurd.

Terwijl legeronderdelen de Russen op afstand hielden, slaagden circa 50.000 mensen erin de rivier via de bruggen over te steken.
- Bibliothèque nationale de France: cb16276215t (data)
- Gemeinsame Normdatei: 116332867
- International Standard Name Identifier: 0000 0000 1053 4904
- Virtual International Authority File: 69679144
- WorldCat: E39PBJtMjR6QVPDHjp7HYWjcT3